# Paolo Schianchi
Paolo Schianchi (* 22. Januar 1966 in Parma) ist ein italienischer Architekt und Designer.
Paolo Schianchi ist als Dozent am Polytechnikum Mailand tätig und gehört zu den Vertretern und Theoretikern des Visual Marketing, ein Fachgebiet, das die Beziehung zwischen Bild und Produkt, bzw. zwischen dem Objekt und dessen Darstellung untersucht.

## Biografie
Nach seinem Hochschulabschluss in Architektur und dem Studium der Ästhetik begann er Ende der neunziger Jahre mit der Forschung über das Visual Marketing, die im Jahrzehnt darauf vertieft und ausgeweitet wurde: Brennpunkt seines Gedankens ist dabei die theoretische Behandlung der Untrennbarkeit zwischen dem Objekt und dem Bild, welches das Objekt darstellt.
Bei den zahlreichen und kontinuierlichen Ausstellungserfahrungen (beispielsweise mit der Messe in Padua PadovaFiere) zeigte er, wie das Objekt die Identität der Umgebung annehmen kann, in der es eingefügt wird und er hat dabei gleichzeitig die Untrennbarkeit zwischen diesen beiden Faktoren bewiesen.
Er gibt die jährlichen Veröffentlichungen für die Verlagsgruppe Gruppo 24 ORE – Gruppo 24 Ore Business Media, heraus, die der Untersuchung der neuen Entwicklungen des Objekts bezogen auf dessen Bild gewidmet sind.

Als Planer und Artdirector arbeitet er mit italienischen und internationalen Firmen (Runtal Zehnder, Magma, Disegno Ceramica, Il Marmo) zusammen. Eines seiner Objekte befindet sich in der Liste des renommierten Design-Preises Compasso d’Oro 2011. Darüber hinaus organisiert er Ausstellungen über Design mit einem besonderen Augenmerk auf die neuen japanischen Kulturbewegungen (z. B. Kawaii). Anlässlich der Mailänder Möbelmesse 2011 (Salone del Mobile) hat er in Zusammenarbeit mit dem Japanischen Konsulat in Mailand, dem Italienischen Konsulat in Osaka, dem Zentrum für Japanische Kultur in Mailand und der Handelskammer von Kyōto die Ausstellung "La filosofia dell’acqua. Il design italiano incontra l’artigiano giapponese" (Die Philosophie des Wassers. Italienisches Design trifft das japanische Handwerk) organisiert, die im Oktober 2011 auch in Padua zu sehen war. Er war Direktor von verschiedenen Zeitschriften (Archaedilia von Faenza Editrice, Ce International Superfici In&Out für Il Sole 24 Ore Business Media) und ist seit 2010 Direktor des internationalen Portals Floornature
Außer seiner Dozentenstelle am Polytechnikum Mailand ist er Professor im Studiengang Integrierte Kommunikation und Design am IUSVE (Institut der Päpstlichen Universität der Salesianer von Venedig) in Mestre und hält regelmäßig Seminare an anderen Universitäten und privaten Einrichtungen in Italien und im Ausland.

## Veröffentlichungen
- Il Bi-Design, Faenza Editrice, 2004
- Nuovamente anonimi, Gruppo 24 ORE|Il Sole 24 Ore Business Media, 2007
- Verso il bagno Camp, Il Sole 24 Ore Business Media, 2008
- Diseno y bano: un binomio entre imagen y objeto, in Diseno y Arquitectura, Faenza Ed. Iberica, 2008
- Il sogno e la realtà spunti per una nuova definizione di design, Il Sole 24 Ore Business Media, 2009
- Nuvole di estetica e prodotto, ISRE Edizioni Salesiane, 2010
- Visual marketing. in B & A n. 247, Il Sole 24 Ore, 2011
- L’Immagine è un Oggetto, libreriauniversitaria.it edizioni, Padua 2013, ISBN 978-88-6292-413-9